# Лойтерсдорф
Лойтерсдорф (нім. Leutersdorf) — громада в Німеччині, розташована в землі Саксонія. Входить до складу району Герліц.
Площа — 17,01 км2. Населення становить 3499 ос. (станом на 31 грудня 2020).